# Solérieux
Solérieux é uma comuna francesa na região administrativa de Auvérnia-Ródano-Alpes, no departamento de Drôme. Estende-se por uma área de 8,55 km². Em 2010 a comuna tinha 334 habitantes (densidade: 39,1 hab./km²).